# Bob l'éponge, le film
Vous lisez un « bon article » labellisé en 2018.
Série Bob l'éponge
Bob l'éponge, le film : Un héros sort de l'eau
(2015)
Pour plus de détails, voir Fiche technique et Distribution.
Bob l'éponge, le film (The SpongeBob SquarePants Movie) est un long métrage d'animation américain, sorti en 2004. Il est réalisé, coscenarisé et produit par Stephen Hillenburg, le créateur de la série télévisée, Bob l'éponge, diffusée sur Nickelodeon depuis 1999. Les acteurs de la distribution originale de la série, Tom Kenny, Bill Fagerbakke, Clancy Brown, Rodger Bumpass et Mr. Lawrence, prêtent leur voix aux personnages du film. D'autres acteurs sont également invités à interpréter un personnage unique, comme Scarlett Johansson, Alec Baldwin et David Hasselhoff. Le film est distribué par Paramount Pictures et produit par la compagnie de production de Stephen Hillenburg, United Plankton Pictures et Nickelodeon Movies.
Dans ce film, Plankton met au point un stratagème afin de ridiculiser son concurrent M. Krabs en dérobant la couronne du Roi Neptune et en faisant passer M. Krabs pour le coupable. Bob l'éponge et Patrick partent alors en quête de la couronne à Shell City afin de permettre à M. Krabs d'échapper à la colère de Neptune.
Avant qu'il n'accepte le projet, Stephen Hillenburg refuse plusieurs propositions d'adaptation cinématographique de Bob l'éponge de Paramount Pictures. Il constitue ensuite une équipe de scénaristes, composée de lui-même, de Paul Tibbitt, de Derek Drymon, d'Aaron Springer, de Kent Osborne et de Tim Hill afin de concevoir l'idée d'une quête héroïque à la recherche d'une couronne volée, laquelle amènerait Bob et Patrick à la surface. Le film est initialement destiné à constituer le final de la série, mais celle-ci devenant de plus en plus rentable, Nickelodeon décide de commander plusieurs dizaines d'épisodes, poussant Stephen Hillenburg à être remplacé par Paul Tibbit dans son rôle de show runner de la série, pour se consacrer entièrement à la réalisation du film.
Paramount Pictures et Nickelodeon mènent une grande campagne publicitaire afin de promouvoir le film, en proposant des offres liées chez des partenaires tels que les Îles Caïmans ou encore Burger King, lequel décore plusieurs de ses franchises de ballons de près de trois mètres en forme de Bob l'éponge. Le film est un succès au box-office, avec une recette mondiale de plus de 140 millions de dollars. Il reçoit également des avis plutôt positifs de la part des critiques. Une suite intitulée Bob l'éponge, le film : Un héros sort de l'eau, sort en 2015 et un troisième film, Bob l'éponge, le film : Éponge en eaux troubles, en 2020.

## Synopsis
Des pirates découvrent un coffre-fort dans lequel se trouvent des tickets pour aller voir Bob l'éponge, le film. Après avoir chanté le générique de la série, ils s'empressent d'accoster une ville pour entrer avec fracas dans un cinéma afin de voir le film.
Bob l’éponge est en train de rêver qu'il dirige le Crabe Croustillant et qu'il le sauve d'une crise. Il se réveille et se prépare gaiement pour la cérémonie d'ouverture du Crabe Croustillant 2, espérant être promu directeur de celui-ci par son patron, M. Krabs. À la fin de la cérémonie, M. Krabs annonce que le dirigeant du nouveau restaurant est Carlo Tentacule, expliquant à Bob l'éponge qu’il est trop enfantin pour assumer un tel rôle, qu'il estime devoir revenir à un adulte. Bob est alors extrêmement déçu.
Au cours de la soirée qui suit, pour se remonter le moral, Bob se rend dans son restaurant préféré, le Glouton Barjot, où il noie son chagrin dans de la crème glacée avec son meilleur ami, Patrick Étoile de mer. Dans le même temps, l'ennemi juré et concurrent principal de M. Krabs, Plankton, met en place son plan Z qui consiste à voler la couronne du Roi Neptune, laissant derrière lui de fausses preuves incriminant M. Krabs. Il envoie alors la couronne à Shell City, un endroit lointain et mystérieux duquel personne n’est jamais revenu,. Le lendemain matin, Neptune débarque au Crabe Croustillant 2 et menace M. Krabs pour son larcin présumé (particulièrement parce qu’il n’a plus sa couronne pour cacher son crâne chauve). Bob arrive quelques minutes après et sous l'influence de son mal de tête dû à la crème glacée, réprimande M. Krabs. Après s'être rendu compte que la vie de son patron est en jeu, il propose au roi de retrouver sa couronne à Shell City bien que Neptune ne croit pas qu’il puisse réussir mais sa fille, la princesse Mindy, demande à son père de laisse sa chance à Bob. Neptune gèle M. Krabs et pour qu'il puisse le sauver, il ordonne à Bob de ramener sa couronne d'ici six jours. Compatissante, Mindy donne à Bob un sac de vents afin de pouvoir rentrer de Shell City une fois la couronne retrouvée. Bob et Patrick partent alors pour Shell City dans un véhicule en forme de pâté de crabe.
Après le départ de Bob et Patrick, Plankton vole la recette secrète du pâté de crabe, qu'il utilise pour en confectionner et en vendre dans son restaurant, le Seau de l'enfer, affirmant que la recette lui a été léguée par M. Krabs après qu'il a été gelé par le Roi Neptune,. Pour chaque pâté vendu, il offre également un « casque » reprenant la forme du restaurant. Mais Carlo comprend que Plankton a volé la couronne de Neptune pour faire accuser M.Krabs et la recette secrète. Lorsqu'il s’apprête à révéler la vérité à Neptune, Plankton l’en empêche en activant les casques de ses clients, qui sont en réalité des systèmes qui contrôlent l'esprit de celui qui le porte. Ainsi après les avoir tous activés, il prend le contrôle des habitants de Bikini Bottom et dirige ainsi la ville.
Sur le chemin, Bob et Patrick se font voler leur véhicule par un criminel pour ensuite le retrouver dans un bar rempli de malfrats, mais au lieu de récupérer la clé du véhicule, ils se laissent distraire par des bulles de savon, ce que le leader du bar remarque et ne le tolère pas, estimant que ce comportement enfantin nuit à l'image de l'établisement. Pour débusquer le coupable, il met la chanson du Glouton Barjot, qui a la réputation de faire chanter n'importe quel enfant. Bob et Patrick se retiennent de la chanter et sont sur le point de craquer jusqu’à ce qu’un individu ne la chante à leur place pour ensuite se faire bastonner par les autres voyous. Le duo arrive à s’enfuir et durant la bataille, Patrick récupére la clé du véhicule, puis ils reprirent leurs chemin. Bob et Patrick font ensuite un arrêt dans une ruine de crâne pour commander des glaces mais réalisent que la veille vendeuse présente sur les lieux est en réalité l’intérieur de la bouche d’un monstre. Les deux amis réussissent à s’en échapper mais perdent leur véhicule.
Bob et Patrick se retrouvent face à un dangereux ravin. Concluant qu'ils sont trop enfantins pour continuer le voyage, Bob veut retourner à Bikini Bottom mais la princesse Mindy arrive au moment où ils s'apprêtent à rentrer chez eux, pour les informer que Plankton a pris le contrôle de la ville et qu’ils sont les seuls à pouvoir l’arrêter. Les deux amis ne croient cependant pas pouvoir y arriver. Pour leur donner confiance, Mindy leur fait croire qu’elle peut les changer en hommes grâce à ses « pouvoirs magiques », en accrochant des algues sur leurs visages, qu'elle fait passer pour des moustaches. Leur confiance ainsi renforcée, ils décident de braver le ravin avant d'être arrêtés par Dennis, un tueur à gages engagé par Plankton afin de les éliminer,. Il leur montre que leurs moustaches sont fausses et se prépare à les écraser avec les crampons de sa botte avant d'être à son tour piétiné par un scaphandrier que Bob et Patrick pensent d'abord être un étranger amical. Il s'avère que c’est un cyclope,. Ce dernier les attrape et les emmène dans son magasin de bord de plage, qui s'avère être Shell City.
Au magasin, Bob et Patrick trouvent la couronne, mais sont séchés par le cyclope avec une lampe chauffante,. Alors qu'ils pensent que tout est fini, leurs larmes provoquent un court-circuit avec le cordon d'alimentation de la lampe. La fumée qui s'en dégage active le détecteur d'incendie et l'extincteur automatique à eau, permettant à leur corps de se réhydrater et à toutes les autres créatures marines du magasin, qui allaient être vendues en bibelots, de revivre,. Pendant que ces dernières attaquent le cyclope, Patrick et Bob récupèrent la couronne et se dirigent vers la plage. Malheureusement, Patrick perd le sac de vents en essayant de l'utiliser. Par chance, David Hasselhoff apparaît et propose de les emmener. Il nage alors de la plage jusqu'à Bikini Bottom en les portant sur son dos. Dennis revient et accoste sur le pied d’Hasselhoff bien décide à les éliminer, Bob fuit le tueur aux jambes d’Hasselhoff jusqu’à son pied droit là où Patrick s’est réfugié mais ils sont sauvés lorsque Dennis percute un catamaran sur le chemin. David Hasselhoff ouvre alors ses pectoraux laissant place à une station de lancement de fusées. Bob et Patrick se placent entre les pectoraux d’Hasselhoff qui se contractent pour les éjecter suffisamment vite pour atteindre Bikini Bottom.
Le Roi Neptune est sur le point d’exécuter M. Krabs, mais Bob et Patrick arrivent juste à temps avec la couronne, grâce à David Hasselhoff qui les a envoyés du haut de la mer. Ils affrontent alors Plankton qui laisse tomber un casque de contrôle mental sur la tête du Roi Neptune, l'asservissant. Avant que Plankton n'ait le temps de demander au Roi Neptune de les tuer, Bob admet qu’il est bien un enfant mais qu’il a réussi à braver des épreuves impossibles et entonne la chanson des Gloutons Barjots (une parodie de I Wanna Rock des Twisted Sister) et se transforme en magicien armé d'une guitare électrique. Il utilise sa guitare comme si c'était une baguette magique pour détruire l'ensemble des casques de contrôle mental, libérant ainsi le Roi Neptune et tous les habitants de Bikini Bottom. Plankton essaye de s'échapper mais il est écrasé et arrêté. Le Roi Neptune remercie Bob de sa bravoure, dégèle M. Krabs et s'excuse de l'avoir faussement accusé. En reconnaissance, M. Krabs décide de faire de Bob le nouveau dirigeant du Crabe Croustillant 2.

## Fiche technique
- Titre original : The SpongeBob SquarePants Movie
- Titre français : Bob l'éponge, le film
- Titre québécois : Un Bob à la Mer: le film
- Réalisation : Stephen Hillenburg (animation) et Mark Osborne (prises de vues réelles)
- Scénario : Derek Drymon, Tim Hill, Stephen Hillenburg, Kent Osborne, Aaron Springer et Paul Tibbitt d'après la série créée par Stephen Hillenburg
- Musique :
  - Composition : Gregor Narholz et Steve Belfer
  - Orchestrations : Peter Manning
- Photographie : Jerzy Zieliński
- Direction artistique : Nick Jennings et Chris L. Spellman
- Montage : Lynn Hobson
- Montage son : Jay B. Richardson
- Décors : Kathy Lucas
- Costumes : Terri Valazza
- Animation :
  - Supervision : Alan Smart, Hoon Choi, Derek Drymon, Yu Mun Jeong, Mark Osborne, Sang Kyun Shin, Won Dong-kun et Hee Man Yang
  - Animation des personnages : Sherm Cohen, Thaddeus Paul Couldron, Todd White et Carey Yost
  - Effets spéciaux : John Bermudes
- Production : Albie Hecht, Stephen Hillenburg et Julia Pistor
  - Production déléguée : Derek Drymon et Gina Shay
  - Production exécutive : Aaron Parry et Peter M. Tobyansen
  - Production associée : Ramsey Ann Naito et Steven Wilzbach
- Sociétés de production : Nickelodeon Movies et United Plankton Pictures
- Société de distribution : Paramount Pictures (États-Unis, Canada ; cinéma), United International Pictures (France, Belgique, Suisse ; cinéma)
- Budget : environ 30 millions de dollars
- Pays de production :  États-Unis
- Langue originale : anglais
- Format : couleur (Deluxe) - 1,85:1 - 35 mm - cDolby / DTS
- Genre : Animation, aventure et comédie
- Durée : 87 minutes
- Dates de sortie :
  - États-Unis : 14 novembre 2004 (première à Los Angeles) ; 19 novembre 2004 (sortie nationale)
  - Canada : 19 novembre 2004
  - Belgique : 2 février 2005
  - France : 9 février 2005

Sauf mention contraire les informations proviennent de l'American Film Institute et de l'Internet Movie Database.

## Distribution

### Voix originales
- Tom Kenny : Bob l'éponge, Gary l'escargot et le narrateur
- Bill Fagerbakke : Patrick Étoile de mer
- Clancy Brown : M. Krabs
- Rodger Bumpass : Carlo Tentacule
- Mr. Lawrence : Plankton
- Jill Talley : Karen
- Carolyn Lawrence : Sandy Écureuil
- Mary Jo Catlett : Mme Puff
- Jeffrey Tambor : roi Neptune
- Scarlett Johansson : Princesse Mindy
- Alec Baldwin : Dennis
- David Hasselhoff : lui-même
- Lori Alan : Pearl Krabs
- Dee Bradley Baker : Thomas la truite
- Carlos Alazraqui : l'écuyer du roi Neptune
- Neil Ross : le cyclope
- Jim Wise : le chanteur du Rock des Gloutons Barjots
- Kristopher Logan : Squinty le pirate
- D. P. FitzGerald : Bonesy le pirate
- Cole McKay : Scruff le pirate
- Bart McCarthy : Capitaine Bart le pirate
- Dylan Haggerty : Stitches le pirate
- Henry Kingi : Inky le pirate
- Mike Bell : le pêcheur
- Mageina Tovah : Usher
- Tim Blaney : le chanteur des Gloutons Barjots

Sauf mention contraire, les informations proviennent de l'Internet Movie Database.

### Voix françaises
- Sébastien Desjours : Bob l'éponge[3]
- Érik Colin : Patrick Étoile de mer[3]
- Michel Bedetti : M. Krabs, Plankton et le cyclope
- Henri Courseaux : Carlo Tentacule
- Emma Daumas : Princesse Mindy[3]
- Dorothée Pousséo : Princesse Mindy (version alternative)
- Nikos Aliagas : Dennis[3]
- Pascal Casanova : Dennis (version alternative)
- Hélène Chanson : Karen, Sandy Écureuil et Mme Puff
- Emmanuel Jacomy : roi Neptune
- Cédric Dumond : Thomas la truite, le serveur du Glouton Barjot, le pompiste et autres voix additionnelles
- Yves-Marie Maurin : David Hasselhoff
- Philippe Dumond : le chef des malabars et le capitaine Bart le pirate
- Gilles Morvan : le chanteur du Rock des Gloutons Barjots

Sauf mention contraire, les informations proviennent de Voxofilm et de Planète Jeunesse.

## Production

### Développement

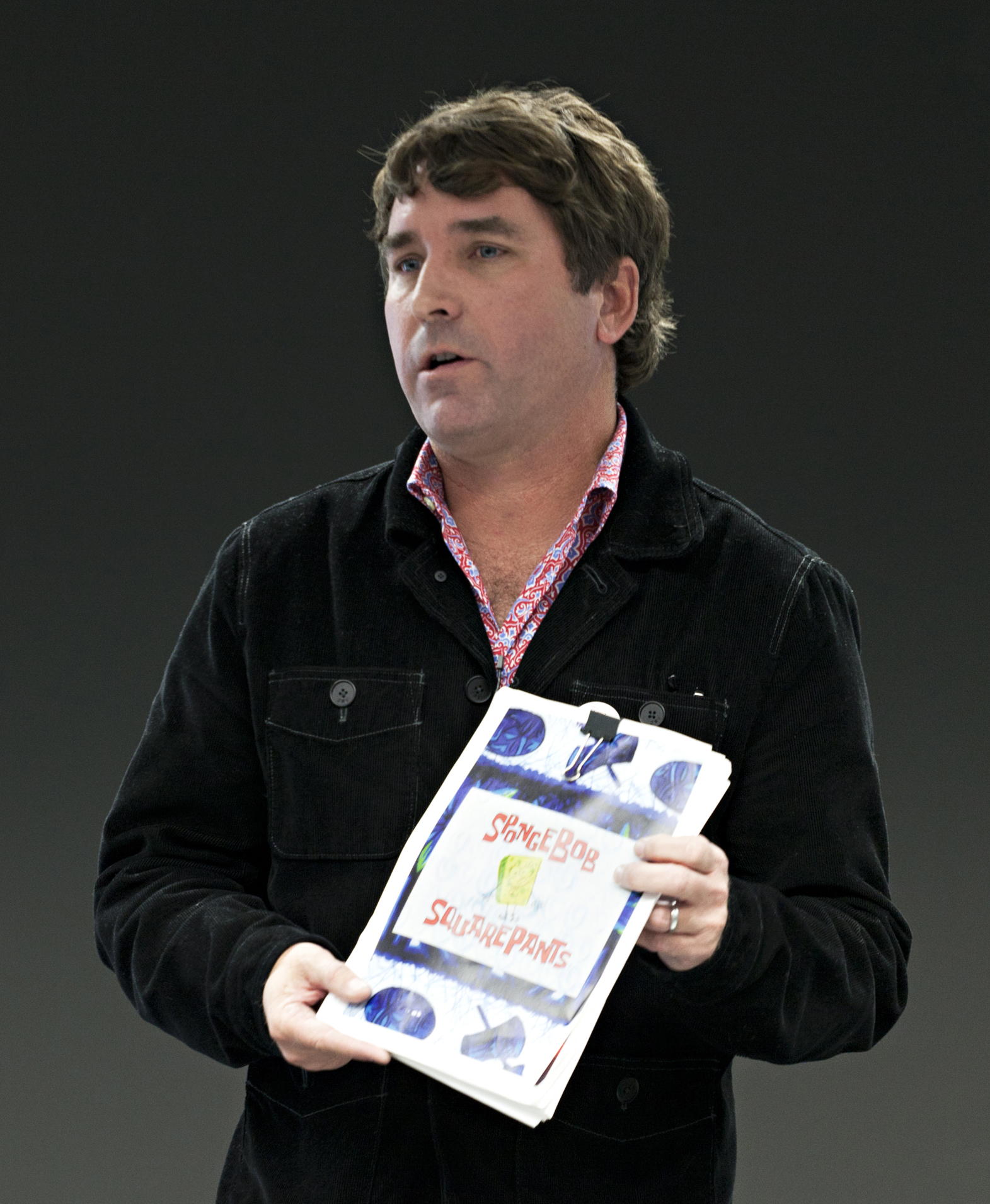
Stephen Hillenburg, créateur de la série et réalisateur du film.

À la sortie du film, l'idée d'adapter la série télévisée Bob l'éponge n'est pas récente. En effet, plus d'un an avant, les sociétés Nickelodeon et Paramount Pictures avaient approché le créateur de la série, Stephen Hillenburg, pour lui faire la proposition d'un film adapté, mais il avait refusé. Après avoir vu Le Géant de fer et Toy Story avec ses enfants, Stephen Hillenburg s'intéresse à la possibilité de faire vivre à Bob l'éponge et à Patrick quelque chose de plus important, au travers d'un film, sans pour autant perdre ce qu'il nomme « la cadence de Bob l'éponge ». Lors d'une pause pendant la production de la quatrième saison, il déclare : « Ce serait une erreur de faire un film de soixante-quinze minutes sur Bob l'éponge qui veut faire de la confiture de méduse, à mon avis. [...] Celui-ci doit vivre une grande aventure. C'est d'ici que l'humour du film provient : deux personnages naïfs, Bob l'éponge et Patrick, un crétin et un idiot, se retrouvent dans une odyssée héroïque incroyablement dangereuse. Toutes les chances sont contre eux ! ».

« Je n'ai jamais eu envie de faire un film, parce que je ne pensais pas que ce que nous avions à dire avait besoin d'être dans un long métrage. J'aime le format court pour l'animation. Puis cette idée d'histoire qui nécessitait un format plus long m'est venue. C'est impossible de raconter un road trip avec un format court. »

— Stephen Hillenburg.
En 2002, après la diffusion de la troisième saison de la série, Stephen Hillenburg et son équipe arrêtent de produire des épisodes afin de pouvoir travailler sur le film. L'histoire originale du film raconte comment Bob l'éponge sauve Patrick des mains d'un pêcheur floridien, une référence évidente au film de Pixar sorti en 2003, Le Monde de Nemo. Quelques années plus tard, Tom Kenny, la voix de Bob l'éponge, avoue qu'il s'agit d'une histoire factice, faite pour satisfaire les fans. Pendant trois mois dans une pièce de l'ancienne banque de Glendale en Californie, Stephen Hillenburg écrit le film avec cinq autres scénaristes-animateurs de la série : Paul Tibbitt, Derek Drymon, Aaron Springer, Kent Osborne et Tim Hill. Kent Osborne observe que « c'était très amusant [...] même si ça sentait un peu le fauve là-bas dedans ». Au début de la série, Stephen Hillenburg étudie, afin de s'en inspirer pour Bob l'éponge, plusieurs courts métrages muets de Laurel et Hardy, Charlie Chaplin et Buster Keaton et les sketches de Jerry Lewis et Pee-Wee Herman. Pour le long métrage, l'équipe de scénaristes invente une quête héroïque : la recherche d'une couronne volée, qui emmènera Bob l'éponge et Patrick à la surface. Bill Fagerbakke, voix originale de Patrick, déclare à propos de cette intrigue : « C'est dingue ! Je suis continuellement comblé et épaté par ce que peuvent pondre ces mecs ».
À la fin de la production du film, Stephen Hillenburg a envie d'arrêter la série afin qu'elle ne « baisse pas en qualité ». Cependant, Nickelodeon commande de nouveaux épisodes. À ce propos, Stephen Hillenburg déclare : « Lorsque nous avons fait le film [en 2004], nous craignions que la série ait atteint son sommet. Chez Nickelodeon, tout ce qui préoccupait les responsables, c'était de bien diriger la société »,. En conséquence, le réalisateur du film et créateur de la série abandonne son poste de show runner de la série, se faisant remplacer par le scénariste, réalisateur et artiste de storyboard, Paul Tibbitt,. « J'ai totalement confiance en lui », déclare Stephen Hillenburg à propos de Paul Tibbitt, un des membres de l'équipe de la série, qu'il préfère,. Paul Tibbitt gardera la place de show runner jusqu'en 2015, où il est remplacé par le directeur créatif de la série, Vincent Waller et le scénariste Marc Ceccarelli. Il tient également le rôle de producteur délégué depuis 2008,. Stephen Hillenburg ne réalise, ni ne scénarise plus aucun épisode quotidiennement, mais continue de passer en revue chaque épisode et de faire des suggestions : « Je pense que lorsque je serais vieux, je pourrais toujours peindre […] Je n'y connais plus rien en direction de série »,. En novembre 2004, Tom Kenny, Bill Fagerbakke et l'équipe confirment que la production de quatre épisodes est terminée, pour une diffusion sur Nickelodeon au début de l'année 2005, et qu'il est prévu qu'environ une vingtaine de plus, soient produits pour la quatrième saison,. En 2015, Stephen Hillenburg retourne dans l'équipe de la série, à la suite de la fin de la production du deuxième film en tant que producteur délégué. Il a maintenant une plus grande contribution créative et assiste aux réunions de l'équipe,.
Stephen Hillenburg dédie le film à Jules Engel, son mentor lors de ses études en animation expérimentale au California Institute of the Arts, mort en septembre 2003. Il ajoute à ce propos : « Il est clairement la personne la plus influente artistiquement dans ma vie. Je le considère comme un père artistique »,,.

### Animation
La réalisation d'un film nécessite de nombreuses étapes, en commençant par un rassemblement d'idées brutes dessinées sur des post-it, afin de visualiser le processus d'animation. Ce sont les scénaristes qui dessinent ces esquisses, travaillant sur des répliques très schématiques plutôt que sur un script bien précis, rendant ainsi l'humour plus visuel que verbal. Stephen Hillenburg déclare que l'humour se trouve « dans le langage corporel des personnages ». Ensuite les idées des scénaristes sont illustrées par les artistes de storyboard, dont Sherm Cohen. Pour la série ce sont Tom Yasumi et Andrew Overtoom qui réalisent les animatiques, mais pour le film il s'agit de Stephen Hillenburg et Derek Drymon. Dans le film, Yasumi et Overtoom sont responsables de la gestion du timing de l'animation vis-à-vis du script. Bob l'éponge, le film est animé aux Rough Draft Studios en Corée du Sud. Les animateurs travaillent à la fois numériquement et manuellement, les dessins au crayon sont ensuite composés en plans grâce au logiciel Adobe Photoshop.
Le scénariste et artiste de storyboard Erik Wiese quitte la série un an avant la production du film pour concentrer son travail sur Samouraï Jack et Danny Fantôme, mais il intègre l'équipe du film pour dessiner quelques storyboards et animer des personnages. Il « a toujours voulu animer un long métrage, et ce film lui permet d'être à la fin du processus d'animation des personnages », il décrit cette expérience comme « une explosion, un retour aux sources ».
Stephen Hillenburg apprécie la façon dont le processus de fabrication du film se met en place : « le calendrier de diffusion télévisuelle est serré, et on n'a pas toujours beaucoup de temps pour peaufiner nos dessins ». Alors que l'animation 3D est florissante à la sortie du film, Stephen Hillenburg apprécie également les passages du film animés à la main qui, selon lui, « sont de bien meilleure qualité que ceux de la série télévisée ». Il ajoute : « il y a beaucoup de rumeurs selon lesquelles l'animation 2D est sur le déclin, mais j'espère que les gens ne le pensent pas vraiment. Même Brad Bird est un partisan de la 2D. Il serait d'accord avec moi, que tout dépend de ce qu'on veut raconter. Il y a de nombreuses façons de raconter une histoire, et ce qui est unique avec l'animation, c'est qu'il existe pleins de styles avec lesquels on peut la raconter ». Les scènes animées en pâte à modeler sont filmées par Mark Caballero, Seamus Walsh et Chris Finnegan au Screen Novelties à Los Angeles.

### Prises de vues réelles
Le film présente des scènes en prise de vues réelle, réalisées par Mark Osborne à Santa Monica en Californie,. Le bateau utilisé pendant les trente premières secondes du films pendant lesquelles un équipage de pirates chante le générique, est le Bounty, une réplique agrandie du voilier de la Royal Navy de 1787, le HMS Bounty, construit pour le film de 1962, Les Révoltés du Bounty,. Ce navire était déjà apparu dans de nombreux autres films comme L'Île au trésor, Pirates des Caraïbes : Le Secret du coffre maudit et Pirates des Caraïbes : Jusqu'au bout du monde,. Les bandes-annonces du film utilisent des extraits des films suivants : Das Boot (1981), À la poursuite d'Octobre rouge (1990) et U-571 (2000).

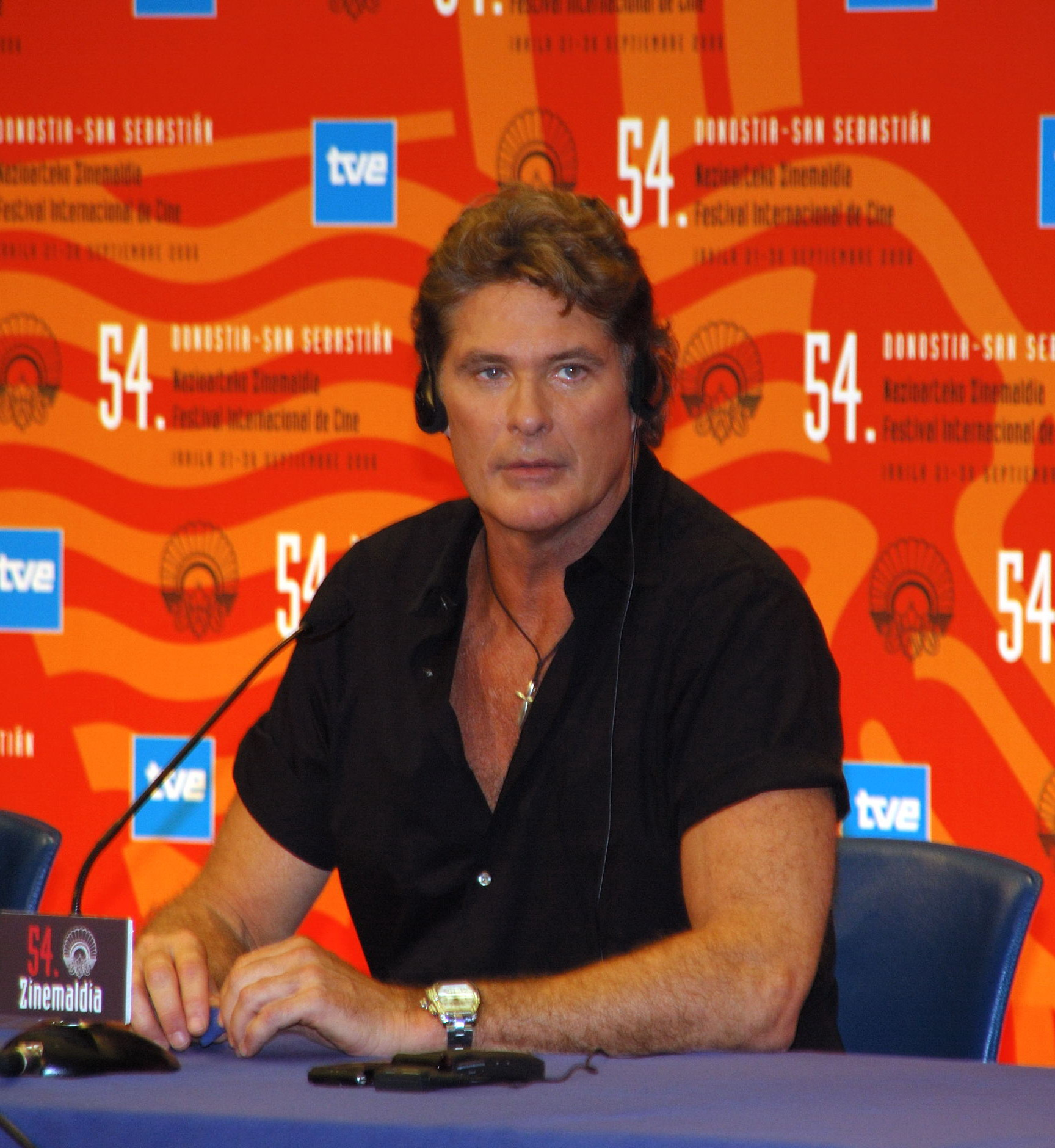
David Hasselhoff, qui aide Bob et Patrick à la fin du film

David Hasselhoff, acteur de Alerte à Malibu et K 2000, fait une apparition dans les scènes en prise de vue réelle, offrant à Bob et à Patrick le transport jusqu'à Bikini Bottom. Ces passages sont écrits avant même de consulter David Hasselhoff,. Stephen Hillenburg est content des storyboards. Le responsable du storyboard, Sherm Cohen, déclare qu'il « a mis longtemps à trouver la fin de la scène, mais qu'après il était prêt à confondre ses idées avec celles des autres artistes de storyboard ». Stephen Hillenburg n'envisage pas quelqu'un d'autre que David Hasselhoff pour ce rôle, et la première question qu'il pose à Sherm Cohen est : « Alors, est-ce qu'on a Hasselhoff ? » Il répond que non avec un sourire. Finalement Hasselhoff accepte le rôle sans avoir lu le script,. Stephen Hillenburg ajoute à son sujet : « C'est quelqu'un de bien. […] Il était super à se moquer de lui-même »,.
L'équipe du film construit une réplique de David Hasselhoff de 3,70 mètres de long et de 340 kilogrammes,,. Cette effigie d'environ 100 000 dollars est gardée dans la demeure de l'acteur, lequel déclare à ce sujet : « Elle me terrifiait tellement elle était réaliste, elle avait des dents et quand on la touche, on a l'impression d'une vraie peau ». Une fois le film terminé, David Hasselhoff demande à l'équipe : « Elle est ridiculement géniale, qu'est-ce que vous allez en faire ? ». Lorsque l'équipe lui demande s'il souhaite la garder, il répond : « Euh… Ouais, OK. ». Pour tourner sa scène, David Hasselhoff est tiré par un traîneau d'environ huit mètres à travers la mer froide,. Il décrit cette expérience comme « froide mais très amusante ».
En mars 2014, David Hasselhoff met aux enchères la réplique avec d'autres souvenirs collectés durant sa carrière,. L'enchère doit se tenir le 11 avril par Julien's Auctions et le prix de vente de la réplique est estimé à environ 30 000 dollars,. Quelques jours avant, David Hasselhoff décide de retirer la réplique de la vente. Darren C. Julien, président de la société d'enchères, confiera à The Hollywood Reporter qu'il « a tellement d'estime de lui-même qu'il a préféré la garder ».

### Casting
|                                                                                             |  |  |
| Dans le film, Tom Kenny et Bill Fagerbakke reprennent leur rôle de Bob l'éponge et Patrick. |  |  |

En version originale les acteurs principaux de la série reprennent leur rôle dans le film, ainsi Tom Kenny est Bob l'éponge, Bill Fagerbakke est Patrick Étoile de mer, Rodger Bumpass est Carlo Tentacule, Clancy Brown est M. Krabs, Mr. Lawrence est Plankton, Jill Talley est Karen, Carolyn Lawrence est Sandy Écureuil, Mary Jo Catlett est Mme Puff et Lori Alan est Pearl Krabs. En plus de ces acteurs principaux, Dee Bradley Baker prête sa voix à Thomas la truite, Carlos Alazraqui à l'écuyer du roi Neptune et Aaron Hendry incarne le Cyclope alors que Neil Ross lui donne voix. En plus de la distribution habituelle de la série, le 23 mars 2004 Nickelodeon annonce que Scarlett Johansson, Jeffrey Tambor et Alec Baldwin, incarneront des nouveaux personnages, respectivement la princesse Mindy, le roi Neptune et Dennis,. La société annonce également que David Hasselhoff fera une apparition dans son propre rôle,.
| Les acteurs Scarlett Johansson, Alec Baldwin et Jeffrey Tambor, acceptent tous les trois un rôle dans Bob l'éponge, le film. Respectivement celui de la princesse Mindy, de Dennis et du roi Neptune. |  | Les acteurs Scarlett Johansson, Alec Baldwin et Jeffrey Tambor, acceptent tous les trois un rôle dans Bob l'éponge, le film. Respectivement celui de la princesse Mindy, de Dennis et du roi Neptune. |  | Les acteurs Scarlett Johansson, Alec Baldwin et Jeffrey Tambor, acceptent tous les trois un rôle dans Bob l'éponge, le film. Respectivement celui de la princesse Mindy, de Dennis et du roi Neptune. |
| Les acteurs Scarlett Johansson, Alec Baldwin et Jeffrey Tambor, acceptent tous les trois un rôle dans Bob l'éponge, le film. Respectivement celui de la princesse Mindy, de Dennis et du roi Neptune. |  | |  | |

Scarlett Johansson accepte le rôle parce qu'elle aime beaucoup les cartoons et qu'elle est une grande fan de Ren et Stimpy. Lorsque Jeffrey Tambor accepte son rôle, il aperçoit son personnage, le roi Neptune et s'exclame : « C'est tout moi ! ». En se remémorant le premier film d'animation qu'il a vu, Bambi, il déclare : « Mon premier film d'animation, je me dois d'en pleurer. […] C'était Bambi. La mort de la mère de Bambi, c'est comme la plus grande plaie des États-Unis ». À propos du travail d'Alec Baldwin, Stephen Hillenburg déclare que l'acteur a enregistré son personnage Dennis au « téléphone » : « Je ne dirais pas cela de sa performance. Il pourrait être fou si nous disions cela. Techniquement, c'est comme s'il avait été dans une autre cabine du studio d'enregistrement »,.
David Hasselhoff accepte le rôle après s'être entretenu avec ses filles de 14 et 16 ans, Taylor-Ann et Hayley. Il leur dit : « J'ai reçu une offre pour faire une apparition dans Bob l'éponge, le film. C'est qui Bob l'éponge ? » et elles lui répondent : « Oh mon Dieu, Papa, c'est le meilleur cartoon du monde, tu dois accepter ! » Hasselhoff apprécie son caméo : « C'était très amusant et depuis les enfants dans le monde entier m'arrête et me disent "Êtes-vous David Hasselhoff ?" parce que j’étais le seul humain nommé du film ». Hasselhoff confie que le film lui a permis de conquérir de nouveaux fans : « C'est incroyable, la plupart des enfants sont trop jeunes pour connaître Alerte à Malibu ou K-2000, j'ai donc une toute nouvelle légion de fans ».
| |  |  |
| En version française, Nikos Aliagas et Emma Daumas sont choisis pour les rôles de Dennis et de la princesse Mindy. |  |  |

En version française, la distribution habituelle de la série est également la même que dans le film. Ainsi Sébastien Desjours prête sa voix à Bob l'éponge, Érik Colin à Patrick, Michel Bedetti à M. Krabs et à Plankton, Henri Courseaux à Carlo et Hélène Chanson à Sandy, Karen et Mme Puff. La directrice artistique Virginie Mery fait également appel à Yves-Marie Maurin pour doubler David Hasselhoff, à qui il prête régulièrement sa voix. Emmanuel Jacomy tient le rôle du roi Neptune. Le présentateur de télévision Nikos Aliagas et la chanteuse Emma Daumas sont invités à participer au doublage en prenant les rôles de Dennis et de la princesse Mindy. À noter que dans la version DVD, les voix de ces deux personnages sont celles de Pascal Casanova et Dorothée Pousséo.

### Musique
Gregor Narholz, compositeur autrichien, écrit la bande originale du film. Elle est mise en musique par l'Orchestre Métropolitain de Londres et enregistrée aux studios Abbey Road. Gregor Narholz accepte cette composition lorsque le monteur musical de la série, Nick Carr, le recommande à Stephen Hillenburg, après avoir travaillé avec lui à la bibliothèque de l’Associated Production Music. Le compositeur est félicité de son travail sur le film aux Film and Television Awards de l'ASCAP de 2005. Il est également nommé dans la catégorie de la meilleure musique pour un film d'animation à la 32e cérémonie des Annie Awards, mais le prix est remporté par Michael Giacchino pour Les Indestructibles,.

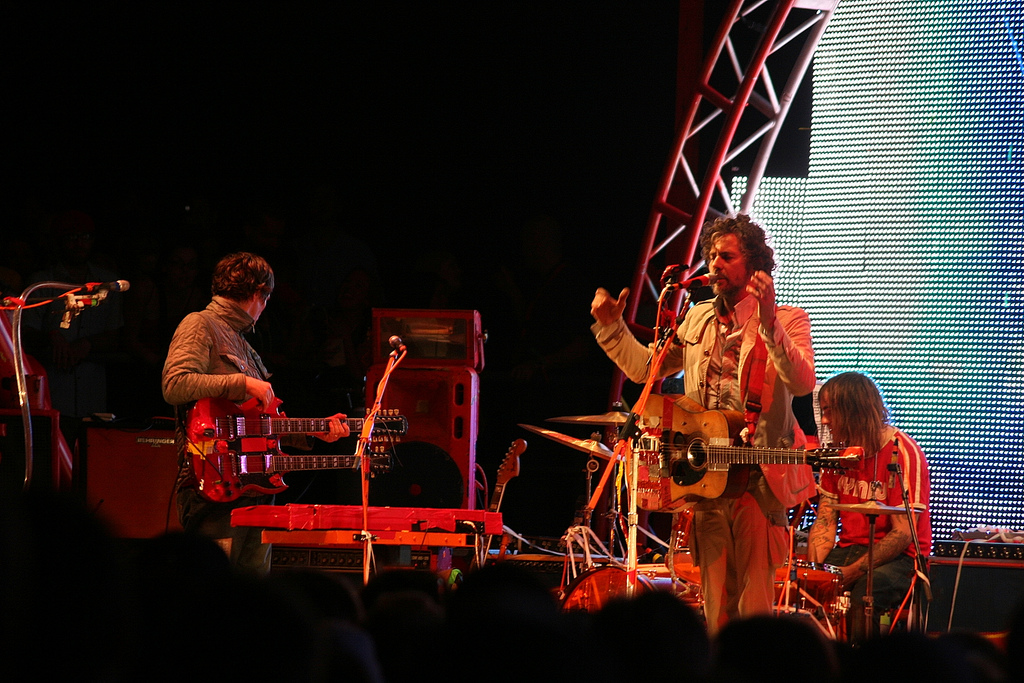
The Flaming Lips enregistre le titre SpongeBob & Patrick Confront the Psychic Wall of Energy.

Le groupe de rock américain The Flaming Lips écrit, compose et enregistre une chanson pour la bande originale du film : SpongeBob & Patrick Confront the Psychic Wall of Energy,. Ils en produisent également un clip, réalisé par Wayne Coyne et Bradley Beesley à Austin au Texas. Selon Wayne Coyne, « Stephen Hillenburg semble être fan de la musique bizarre de la fin des années 80, début des années 90. […] Il voulait ainsi faire un clin d'œil à la musique qu'il écoutait à cette époque ». Wayne Coyne propose de faire un duo avec Justin Timberlake, mais Stephen Hillenburg refuse expliquant qu'il « ne veut aucun de ces cinglés commerciaux pour ce projet », ajoutant qu'il « n'aime pas ces commerciaux » et qu'il préfère The Flaming Lips ou encore « Wilco et Ween ». Le groupe américain Wilco compose et enregistre le titre Just a Kid,. Un des producteurs du film décide de contacter le leader du groupe, Jeff Tweedy, après avoir vu un désodorisant à l'effigie de Bob l’éponge pendre à son rétroviseur dans le documentaire sur le groupe, I Am Trying to Break Your Heart. À ce propos Jeff Tweedy déclare : « Je suis tombé amoureux de Bob l'éponge lorsque je l'ai entendu décrire l'obscurité du fond de la mer comme une "obscurité avancée". […] Comment ne pourrais-je pas écrire une chanson pour ce film ? Cela fait automatiquement de moi le papa le plus cool des environs ». Avril Lavigne enregistre le générique de la série pour la bande originale du film,,. Les autres artistes contribuant à la bande originale du film sont Motörhead pour You Better Swim, Prince Paul pour Prince Paul's Bubble Party, Ween pour Ocean Man et The Shins pour They'll Soon Discover,,,.
La chanson The Best Day Ever (traduite en français par La Plus Belle des journées), écrite par Tom Kenny et Andy Paley est présente dans le film et dans sa bande originale. Ils sont en train de travailler sur le futur album de musique de la série, en écrivant les chansons The Best Day Ever et Under My Rock lorsque l'équipe de production du film cherche deux titres à ajouter à la bande originale. Stephen Hillenburg entend ces deux chansons et décide de les y inclure. The Best Day Ever finit même par être jouée pendant le générique de fin du film.

### Scènes coupées
Les versions sur DVD et Blu-ray contiennent les animatiques des scènes coupées du film. Parmi celles-ci se trouve la rencontre entre Bob l’éponge, Patrick et Sandy, à la surface après s'être sauvés de Shell City. Choqué par l’apparence inhabituelle de Sandy, Patrick vomit à plusieurs reprises. L'écureuil est poursuivi par des exterminateurs vêtus de noir et se défend en leur lançant des glands. Elle informe Bob et Patrick qu'ils peuvent retourner à Bikini Bottom en prenant un bus sur la plage. Cette idée sera utilisée plus tard pour le deuxième film, Bob l'éponge, le film : Un héros sort de l'eau, dans lequel Sandy devient un écureuil réaliste géant.
Lorsque Bob l'éponge se réveille avec la gueule de bois au restaurant Glouton Barjot, il commande au serveur une glace au caramel. Cette réplique coupée est utilisée dans le livre Ice-Cream Dreams, dérivé du film. En 2013 le directeur du storyboard, Sherm Cohen, publie un panneau du storyboard d'une scène coupée dans laquelle Bob l'éponge se réjouit dans son rêve de recevoir un chapeau de directeur des mains de M. Krabs,.

## Accueil

### Accueil critique
Sur le site web de critiques cinématographiques Rotten Tomatoes, Bob l'éponge, le film obtient une cote de 69 % basée sur un total de cent vingt-sept critiques avec une note moyenne de 6,2/10. Selon l'équipe du site les aspects du film qui ressortent de la plupart des critiques sont « le loufoque surréaliste et l'amusement pour les enfants et les parents ». L'agrégateur Metacritic donne au film une note de 66/100, en se basant sur trente-deux critiques « généralement favorables ». Selon CinemaScore, le public donne au film la note de B+ sur une échelle allant de A+ à F. En France, le site Allociné propose une moyenne de 3,3/5 à partir de l'interprétation de treize critiques de presse.

« Tous les événements ont lieu dans une animation joyeuses ornées de couleurs vives et cela est probablement bien plus divertissant que vous ne l'imaginez. Sans doute vous demandez-vous maintenant pourquoi être allé si loin dans cette critique, étant donné la quasi-certitude que vous vous tiendrez le plus éloigné possible d'un film Bob l'éponge, à moins que vous ne soyez le parent, ou le gardien adulte d'un fan de Bob l'éponge, auquel cas votre destin est scellé. En supposant que quelques membres du public original de Bob l'éponge soient en train de lire ceci (ou puissent le lire), tout ce que je peux vous dire c'est que le film est susceptible d'être plus drôle que prévu. »

— Roger Ebert, dans sa critique pour Chicago Sun-Times.
Le journaliste américain Roger Ebert donne au film trois étoiles sur quatre, le qualifiant de « "Bon Burger" de l'animation […] nous plongeant dans une guerre de fast-food dans laquelle interviennent une éponge, une étoile de mer, un crabe, un minuscule plancton et le puissant roi Neptune ». Ed Park du Village Voice écrit : « Pas de Pixar ? Pas de problème ! Un générateur de bonne humeur imparable, le film de Bob l'éponge contient résolument plus humour que Gang de requins et assez d'esprit pour avaler Le Pôle express tout entier ». Michael Rechtshaffen du Hollywood Reporter le compare également à ces deux films lors de sa critique positive, le qualifiant de « film animé d'aventures plus amusant que Gang de requins et plus attirant que Le Pôle express ». Randy Cordova de The Arizona Republic déclare qu'au même titre que « la série télévisée de laquelle elle est tirée, c'est une création loufoque et agréable ». Jami Bernard du New York Daily News donne au film la note de trois sur quatre, déclarant que même s'il ne s'agit pas des « Indestructibles, ou d'un autre de ces films d'animation qui dépensent des zillions sur la conception des personnages, sur le pedigree ou sur la vraisemblance. Mais Bob l'éponge est une chose douce et stupide avec l'esthétisme adapté aux enfants qui lui est propre ». Will Lawrence du magazine cinématographique anglo-australien Empire donne au film quatre étoiles sur un total de cinq soulignant l'aspect selon lequel c'est un « film pour les enfants, les étudiants, les camés, tous ceux qui apprécient une pause de la réalité ». Lisa Schwarzbaum de Entertainment Weekly lui octroie un B- déclarant que les « meilleurs moments de ce premier film [de Bob l’éponge] sont ceux qui se rapprochent le plus de la série télévisée, simplement un autre jour normal dans la société sous-marine éternellement optimiste créée avec tant de sottise contagieuse par Sephen Hillenburg ». Desson Thomson du Washington Post apprécie le film annonçant aux futurs spectateurs qu'ils vont « adorer Bob l'éponge, l'éponge la plus cool de la mer, même si celle-ci a un drôle d'aspect ». Dans Le Monde, Thomas Sotinel voit d'un bon œil l'absence de réalisme, estimant que Stephen Hillenburg « porte son héros invertébré au grand écran avec une désinvolture et un enthousiasme qui font plaisir à voir » et fait de Bob l'éponge un « lointain descendant de Félix le Chat, de Popeye ou de Flip the Frog ».
Carla Meyer du San Francisco Chronicle écrit que « Bob l'éponge, le film conserve le charme 2D du dessin animé très populaire de Nickelodeon, tout en y ajoutant quelques trucs : un peu de 3D par ici et un peu de David Hasselhoff par là. Cependant, l'intérêt de la série ne réside jamais dans ses visuels. Bob l'éponge est apprécié des enfants et des adultes par sa douceur et son intelligence, deux qualités présentes abondamment dans le film ». Anthony Oliver Scott du New York Times donne au film la note de quatre sur cinq déclarant que « si vous êtes las des fanfaronnades, Bob l'éponge est votre homme ». Tom Maurstad du Dallas Morning News donne également la note de B- écrivant : « Être si bon, c'est ce qui a conduit l'équipe de la série à faire le film, et c'est également la raison pour laquelle de nombreux épisodes du petit écran sont bien mieux que cette aventure sur grand écran ».
Certaines critiques soulignent la qualité de l'apparition de David Hasselhoff dans le film. Jennifer Frey du Washington Post déclare à ce sujet qu'« arriver à apercevoir les poils sur le dos d'Hasselhoff (et sur ses cuisses et ses mollets) grossi exponentiellement peut être un peu terrifiant, mais comme pour le reste du film, c'est en fait très amusant ». Franz Miceli de MCinéma.com ajoute que « voir David Hasselhoff jouer les hors-bord suffit largement à rentabiliser le coût du déplacement » au cinéma. Sur le site d'information about.com, Nancy Basile écrit que « David Hasselhoff doit avoir un grand sens de l'humour » après avoir octroyer au film la note de quatre étoiles sur cinq. Le fondateur de Cinema Blend, Joshua Tyler, qualifie le rôle de David Hasselhoff de « meilleur caméo depuis que Fred Savage a caché un joint dans son entrejambe pour jouer de la clarinette et permettre à la fumée qui en sortait de se contorsionner comme un serpent » faisant référence au film Les Lois de l'attraction.

« Il y a de nombreux éléments à chérir dans Bob l'éponge, le film, mais malgré l'animation reluisante et la gaité de la bande originale (laquelle inclut une chanson inédite des Flaming Lips et l'incroyable Ocean Man de Ween tiré de leur album The Mollusk), ce ne sont pas les quatre-vingt minutes, les plus passionnantes de ce petit truc jaune. »

— David Edelstein, dans sa critique pour Slate.
David Edelstein, du magazine américain Slate critique l'intrigue du film en la comparant à une « grosse ancre massique, qui provoque l'alourdissement de la structure de l'histoire ». Mike Clark de USA Today trouve le film « moyen quand on le compare aux Indestructibles ». Une critique du magazine londonien Time Out note que « quiconque s'attendrait à quoi que ce soit de plus risqué serait malheureusement déçu ». Dans sa critique dans le magazine Variety, Todd McCarthy déclare que le film « prend un peu trop l'eau ». David N. Butterworth, membre de l'équipe de l'Internet Movie Database n'attribue au film aucune étoile en justifiant que « comme la plupart des poissons, Bob l'éponge, le film pue vraiment ». La rédaction du magazine Les Inrockuptibles trouve « l'humour décalé » du film « pas très efficace ». Mathieu Carratier, dans Première, pense qu'« à moins de sucer encore son pouce ou de gober des trucs pas catholiques, l'expérience peut s'avérer... troublante ». Yasmine Youssi de Zurban trouve le film « plan-plan » et estime qu'il s'agit d'une « véritable resucée hystérique des 80's avec ses couleurs criardes et ses personnages débiles ».
Alors que le film est généralement bien reçu par les fans de la série, il est considéré comme un tournant dans l'histoire de celle-ci, beaucoup pensant qu'elle décline en qualité depuis la sortie du film. En effet, alors que les épisodes diffusés avant le film sont souvent félicités pour leur « étrange brillance », ceux qui le sont après sont qualifiés de « gaspilleurs de l'attention des enfants », « lassants », « ennuyeux », « foutaise[s] », « plateau[x] déprimant[s] de médiocrité » ou encore « avares d'humour »,,,,,. Après la sortie du film, les adeptes de la série « commencent à s'en détourner », provoquant la désertion des fansites.

### Box-office
Aux États-Unis, le jour de sa sortie, Bob l'éponge, le film obtient la deuxième position des ventes de tickets de cinéma, avec un total de 9 559 752 dollars, juste derrière Benjamin Gates et le Trésor des Templiers,. Lors de son premier week-end d'exploitation, il remporte un total de 32 018 216 dollars, sur 4 300 écrans répartis dans 3 212 cinémas, soit une moyenne de 7 446 dollars par écran, ce qui le classe de nouveau à la deuxième place derrière Benjamin Gates et le Trésor des Templiers,,,. De façon inattendue, les ventes chutent de 44 % lors du week-end de Thanksgiving et de 57 % le week-end suivant,,. Finalement, les ventes du premier week-end d'exploitation du film, représentent environ 37 % de son chiffre d'affaires. Il reste à l'écran jusqu'au 24 mars 2005, ne résistant pas aux rivaux animés des vacances que sont Les Indestructibles de Disney-Pixar (261 441 092 dollars de chiffre d'affaires) et Le Pôle express de Warner Bros. (183 373 735 dollars de chiffre d'affaires). Il reste tout de même rentable pour le distributeur Paramount Pictures et le producteur Nickelodeon Movies, cumulant une recette totale de 85 417 988 dollars aux États-Unis et 140 161 792 dollars dans le reste du monde, pour un budget d'environ 30 millions de dollars. Le film obtient la vingt-neuvième place des ventes d'entrées de 2004 aux États-Unis et la sixième place des ventes d'entrées d'adaptations de séries télévisées animées de tous les temps,.
En France, le jour de sa sortie, le film se classe à la deuxième place des entrées avec un total de 31 249 entrées, juste derrière Iznogoud. Lors de sa première semaine d'exploitation il cumule 179 523 entrées vendues, ce qui le classe à la huitième position, derrière Pollux : Le Manège enchanté. Finalement le film reste en France quatre semaines à l'affiche, cumulant 604 294 entrées vendues, ce qui le classe à la soixante-dix-septième place de l'année, derrière Les Parrains.

### Distinctions

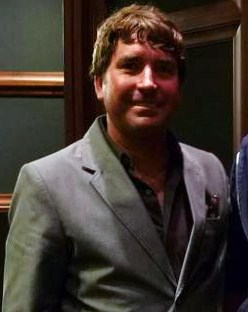
Le réalisateur Stephen Hillenburg est nommé pour le prix du meilleur réalisateur d'un long métrage animé lors de 32e cérémonie des Annie Awards.

Entre 2005 et 2006, Bob l'éponge, le film est récompensé à deux reprises et obtient neuf autres nominations dans différentes catégories.
Le film est nommé dans trois catégories lors de la 32e cérémonie des Annie Awards : celles du meilleur film d'animation, du meilleur réalisateur d'un long métrage d'animation pour Stephen Hillenburg et de la meilleure musique dans un long métrage d'animation pour Gregor Narholz, ces trois prix étant remportés par Les Indestructibles. Il est également nommé dans la catégorie du meilleur film d'animation ou multimédia lors de la 9e cérémonie des Satellite Awards, récompense également remportée par Les Indestructibles.
Bob l'éponge est nommé dans les catégories du meilleur film d'animation familial et du film le plus original aux Golden Trailer Awards. Il obtient aussi les nominations suivantes, sans gagner le prix : meilleur film d'animation aux MTV Russia Movie Awards, film d'animation préféré aux People's Choice Awards et meilleur long métrage d'animation familial aux Young Artist Awards.
Le film remporte finalement deux distinctions. Aux ASCAP Film and Television Music Awards, Gregor Narholz obtient un prix récompensant les musiques des films ayant eu les meilleurs résultats au box-office. Enfin, Bob l'éponge est désigné comme film préféré aux Nickelodeon Australian Kids' Choice Awards, où le jeu vidéo dérivé est également distingué comme jeu vidéo préféré,.

## Autour du film

### Bande-annonce et avant-première

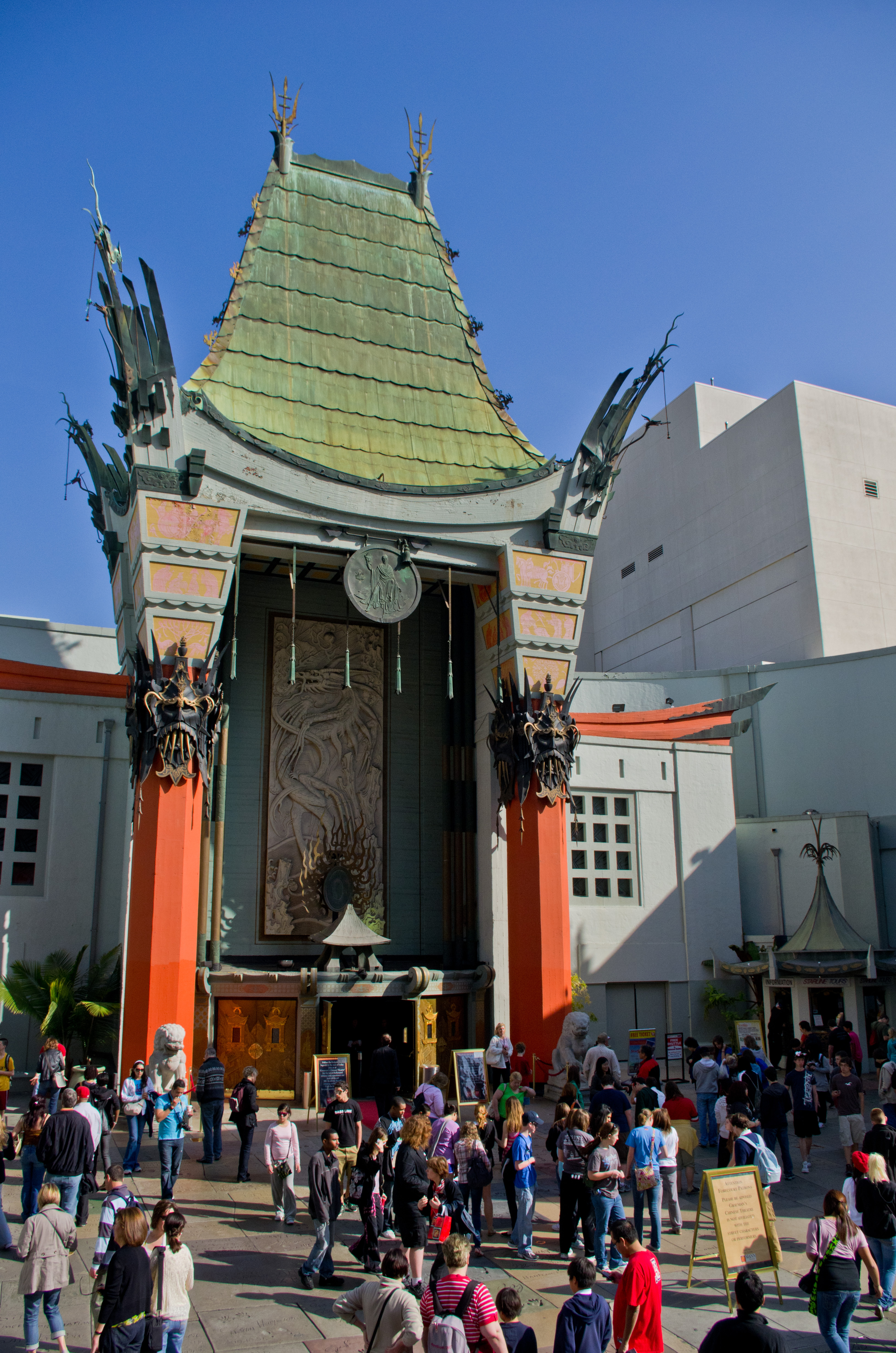
À l'occasion de l'avant-première mondiale du film le 14 novembre 2004, le Grauman's Chinese Theatre à Hollywood se revêt d'un tapis jaune.

La bande-annonce du film sort le 19 mai 2004 et elle est diffusée en même temps que les projections de Shrek 2. Le film sort aux États-Unis le 19 novembre 2004 et son avant-première mondiale a lieu le 14 novembre au Grauman's Chinese Theatre à Hollywood, revêtu d'un tapis jaune pour l’occasion,,. Parmi les célébrités qui assistent à la projection avec leurs enfants se trouvent Ray Romano, Larry King, Ice Cube, Gary Dourdan des Experts et Lisa Kudrow de Friends. Le tapis jaune spécial à l'occasion est pour Tom Kenny, la voix de Bob l'éponge, un étrange rappel de sa maison, il déclare : « J'ai une fille de quinze mois, je ne suis donc pas étranger aux tapis jaunes ».

### Promotion
La coproductrice du film, Julia Pistor, déclare que même si la société Nickelodeon, qui est propriétaire de la marque Bob l'éponge, désire vendre des sacs à dos, des boîtes à déjeuner ou encore des montres à l'effigie du personnage, elle respecte l'intégrité de Stephen Hillenburg et lui confie le contrôle intégral du marchandisage. Selon Julia Pistor, Stephen Hillenburg n'a aucun problème avec les friandises et les crèmes glacées dérivées, mais il n'est pas enthousiasmé à l'idée de promouvoir son film au travers de plats de restauration rapide car, selon lui, ces derniers contiennent « plein d'additifs dissimulés ». La coproductrice ajoute que « le problème est qu'il est difficile de sortir un film sans proposer de produits dérivés dans les fast-foods » car « les gens ne vous prendraient pas au sérieux ». Stephen Hillenburg lui répond que selon lui ils « ne devraient pas faire cela » car ils ne veulent pas « devenir soudainement les gens qui servent de la nourriture qui n'est pas bonne pour [eux] et particulièrement pour les enfants ». Il ajoute qu'ils travaillent déjà avec Burger King pour lequel ils « font des montres et des jouets » mais que « faire le pas de proposer de la nourriture, c'est franchir la limite », il termine en déclarant ne pas vouloir être le « Joueur de flûte des fast-foods ».

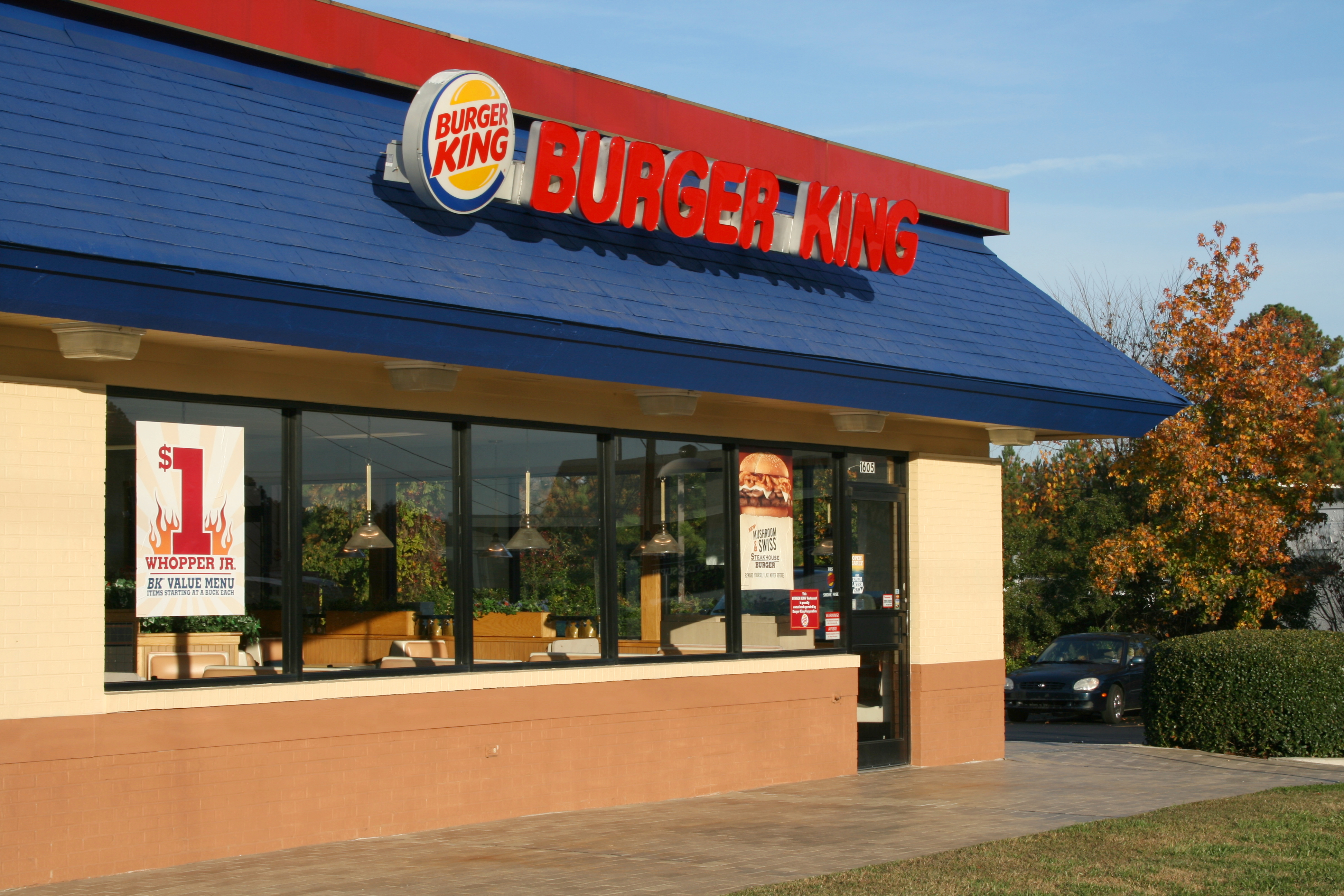
Les restaurants Burger King sont partenaires du film et en proposent ainsi plusieurs produits dérivés.

Le 11 novembre 2004, les autorités rapportent que, dans tout le pays, de nombreux ballons en forme de Bob l'éponge ont été volés des toits des Burger King. Le responsable de la communication de Burger King, Russ Klein ajoute : « Quant aux motifs justifiants ces épongenapping, nous ne pouvons que spéculer. Nous avons même reçu une demande de rançon liée à la disparition d'un Bob l'éponge gonflable au Minnesota ». En l'échange d'informations permettant de retrouver les ballons perdus, la chaîne de restaurants offre la récompense d'une année de Whoppers,,. L'un d'entre eux est retrouvé suspendus à la balustrade du terrain de football d'une université de l'Iowa et un autre sous un lit en Virginie. Une demande de rançon est trouvée pour en récupérer un troisième : « Nous détenons Bob l'éponge. Donnez-nous dix pâtés de crabe, des frites et des milkshakes ». Steven Simon et Conrad Mercure sont arrêtés après avoir volé un ballon sur le toit d'un Burger King dans le comté de Saint Mary au Maryland,. Alors que jusqu'à dix-huit mois de prison et 500 dollars d'amende les attend, les deux amis déclarent qu'ils sont fiers de ce qu'ils ont fait, Steven Simon ajoute : « Une fois attrapés par la police, [...] nous pouvions le dire à tout le monde »,. L'année suivante, lors d'une campagne publicitaire autour de la franchise Star Wars de George Lucas, Burger King prend des « précautions de sécurité extraordinaires » en plaçant des Stormtroopers pour surveiller la livraison des jouets dans un restaurant de North Hollywood.
Les îles Caïmans, territoire britannique d'outre-mer situé dans la mer des Caraïbes occidentale, se joint à Nickelodeon pour créer la première école maritime des îles Caïmans avec Bob l'éponge, dans le but de promouvoir le film. Ce partenariat est annoncé le 10 mars 2004 par Pilar Bush, directeur adjoint du tourisme des îles Caïmans. En contrepartie, les îles Caïmans obtiennent une visibilité sur toutes les plate-formes de communication de Nickelodeon : à la télévision, en ligne et dans les magazines.
En 2005, Nickelodeon et Simon Spotlight publient le livre Ice-Cream Dreams en tant que produit dérivé du film. Il est écrit par Nancy E. Krulik et illustré par Heather Martinez avec la participation de Nancy E. Krulik et de Derek Drymon,.

### SpongeBob SquarePants Movie300
Le 15 octobre 2004, Bob l'éponge, le film est le premier long métrage à sponsoriser une course de stock-car de la NASCAR : la course SpongeBob SquarePants Movie 300, disputée au Charlotte Motor Speedway en Caroline du Nord,,,. Il s'agit de la seule course de ce genre à être retransmise à la radio dans une émission pour les enfants.
Kyle Busch et Jimmie Johnson introduisent une paire de voitures de courses Chevrolet Lowe's dans le style de Bob l'éponge',. La Chevrolet n° 48 de Jimmie Johnson présente un dessin de Bob l'éponge sur le capot et la Chevrolet n° 5 de Kyle Busch comprend une représentation de Patrick,. Jimmie Johnson déclare à ce propos : « Cela semble si cool. […] Je sais que nombreuses seront les familles heureuses de ce que Lowe's fait là. Le plus important c'est que chaque type de fan de courses y trouvera son compte. Et comment cela pourrait-il mal se passer alors que Bob l'éponge nous aide sur notre voiture ? »

### Éditions en vidéo
Le film sort en DVD le 1er mars 2005, aux formats écran large et plein écran, distribué par Paramount Home Entertainment. Les bonus comprennent un court métrage de dix-huit minutes intitulé Bob l'éponge, le film : La Merveilleuse Légende qui présente des interviews de la plupart des membres de la distribution et de l'équipe, un court métrage de quinze minutes intitulé Bonus sous-marin, en compagnie de Bob l'éponge qui est un making-of du film présenté par Jean-Michel Cousteau, une succession d'animatiques intitulée Bob l'éponge, le film : Qui se cache derrière la voix de Bob l'éponge ? qui présente quelques scènes du film accompagnées des voix de la distribution originale et la bande-annonce « subaquatique » du film,. Le film sort en coffret DVD et Blu-ray le 29 mars 2011. Une version VHS est également sortie le 1er mars 2005, il s'agit du dernier film animé par Nickelodeon Movies à être sorti sous ce format. Pour promouvoir la sortie DVD du film, la société texane de commerce de proximité 7-Eleven propose une édition limitée de Slurpee en forme d'ananas, en référence à la forme de la maison de Bob l'éponge,,.
Une réédition au format Blu-ray est sortie le 30 décembre 2014.

### Produit dérivé
Un jeu vidéo basé sur le film, sort sur PlayStation 2, Microsoft Windows, Game Boy Advance, Xbox et GameCube le 27 octobre 2004,, sur MacOS en 2005 et sur PlayStation 3 le 7 février 2012. La version du jeu pour consoles de maison est développée par Heavy Iron Studios et la version sur Game Boy Advance est développée par WayForward Technologies et éditée par THQ,,.
Il est conçu avec le même moteur de jeu que le jeu sorti en 2003, Bob l'éponge : Bataille pour Bikini Bottom. Les studios de développement Heavy Iron modifient les graphismes pour donner au jeu un rendu plus net et plus imaginatif que celui de Bataille pour Bikini Bottom. Ils augmentent également le nombre de polygones, ajoutent plusieurs niveaux de course et incorporent de nombreuses créatures issues du film. Le synopsis du jeu est basé sur le film : Bob l'éponge et Patrick ont pour mission de retrouver la couronne de Neptune, ce qui les mène en dehors de Bikini Bottom.

### Suites

#### Bob l'éponge, le film: Un héros sort de l'eau
Le 28 février 2012, une suite à Bob l'éponge, le film est annoncée. le film sera réalisé par Paul Tibbitt, le scénario par Jonathan Aibel et Glenn Berger et sera produit par Stephen Hillenburg. Le film est prévue pour une sortie le 9 décembre 2014,,. Le 1er août 2013, Paramount Pictures change la date de sortie au 13 février 2015,,. Finalement, début juin 2014, la sortie du film est déplacée au 6 février 2015, pour éviter la concurrence avec Cinquante nuances de Grey, prévu pour le 13 février 2015.

#### Bob l'éponge, le film: Éponge en eaux troubles
Le 30 avril 2015, Viacom annonce le développement d'un troisième film, intitulé à ce moment-là Bob l'éponge, le film 3. Le 3 août suivant, le show runner de la série, Vincent Waller confirme sur Twitter que Paul Tibbitt est choisi pour réaliser ce troisième opus. La sortie du film est initialement prévu le 8 février 2019, mais en mars 2017 elle est reportée au 2 août. En décembre 2017, la sortie est à nouveau reportée au 31 juillet 2020. Les principaux acteurs de la série que sont Tom Kenny, Bill Fagerbakke, Rodger Bumpass, Clancy Brown, Mr. Lawrence, Jill Talley, Carolyn Lawrence, Mary Jo Catlett et Lori Alan reprennent leur rôle dans ce film. En avril 2018, Paramount annonce que le film sera intitulé It's a Wonderful Sponge, traduit littéralement par C'est une merveilleuse éponge, qu'il sera réalisé par Tim Hill et qu'il sortira le 22 juillet 2020,. En octobre 2018, l'intrigue du film est annoncé et son animation sera réalisée en images de synthèse. En raison de la pandémie de Covid-19, le film ne sort pas en salles aux États-Unis et est proposé sur les plateformes de vidéos à la demande.